# Krisztus király szobor (Garajau)
A Krisztus király szobor (Cristo-Rei) Jézust ábrázoló műalkotás a portugáliai Garajau településen, Madeira szigetén, amely Caniço és Funchal között helyezkedik el.
Az 1927-ben épült szobrot 1927. október 30-án avatták fel. A Krisztus-szobor Georges Serraz (1883–1964) alkotása, megépítését Aires de Ornelas ügyvéd és felesége finanszírozta. A dombról, amelyen áll, kötélvasút vezet le a tengerpartra.

## Külső hivatkozások
- Photo der Statue auf Panoramio (angolul)
- Portugiesische Website zur Statue (portugálul)
- Geschichte der Statue (angolul)
- Bilder der Statue auf einem deutschen Reiseblog (németül)